# Fabien Audard
Fabien Audard (Toulouse, 28 maart 1978) is een Franse professionele voetballer. Anno 2006 is hij de eerste keeper van eerstedivisionist FC Lorient.

## Carrière
Aangezien hij geboren is in Toulouse, was het niet onlogisch dat Audards carrière begon bij het plaatselijke Toulouse FC. Hij maakte zijn debuut als invaller in de wedstrijd tegen Olympique Marseille op 3 oktober 1998. Toulouse stond toen al een goal achter, en de wedstrijd eindigde in 2-0, na een doelpunt van Fabrizio Ravanelli.
Het zou tot 4 november 2000 duren tot Audard weer zijn opwachting maakte als basisspeler in het duel met RC Strasbourg, dat eindigde in 0-0. Dat seizoen speelde hij nog vier wedstrijden, en aan het eind verhuisde hij naar SC Bastia.
Audard kreeg het eerste seizoen geen kans in het eerste van Bastia, en werd uitgeleend aan toenmalig tweededivisionist FC Lorient, waar hij dertig wedstrijden speelde. Voor het seizoen 2003-2004 kwam het tot een definitieve transfer naar de Bretonse club. Dat seizoen speelde hij 25 wedstrijden. Het daaropvolgende seizoen werd hij uitgeleend aan AS Monaco, als vervanger voor Flavio Roma. Hij kwam niet verder dan vier wedstrijden voor het eerste.
Om die reden keerde hij daarna weer terug naar Lorient, waar hij vrijwel alle wedstrijden speelde in het seizoen dat promotie naar de Ligue 1 zou opleveren. Ook in dat seizoen is hij een vaste waarde, hoewel hij op 28 oktober ongelukkig op zijn been terechtkwam in de wedstrijd tegen Valenciennes. Hij werd vervangen door Lionel Cappone, die kort daarop een rode kaart ontving en werd vervangen door middenvelder Ulrich Le Pen.